# Neacomys rosalindae
Neacomys rosalindae és una espècie de mamífer rosegador de la família dels cricètids. Viu a l'est de l'Equador i el nord-est del Perú. El seu hàbitat natural són els boscos primaris de plana. Té el pelatge dorsal taronja amb ratlles negres, mentre que el pelatge ventral és blanc. L'espècie fou anomenada en honor de la científica britànica Rosalind Franklin. Com que fou descoberta fa poc, l'estat de conservació d'aquesta espècie encara no ha estat avaluat formalment.